# Elmo Lewis
Elmo Lewis (Elias St. Elmo Lewis; * 1872; † 1948) war ein Stratege für Werbung.

## Leben und Wirken
Elmo Lewis erstellte 1896 als einer der ersten eine wissenschaftliche Studie über den Gebrauch von Seren und Antitoxinen. Er befragte für dieses Projekt 5000 amerikanische Ärzte. Zwei Jahre später entwickelte er das seit über 100 Jahren aktuelle Verkaufsmodell AIDA. Das Akronym steht für seine Strategie einer zielgerichteten Kunst der Dialogführung im Marketing. Er war Mitgründer und erster Präsident der amerikanischen Association of National Advertising. Zudem war er ein Mitbegründer und Präsident des Adcraft Club of Detroit.
Lewis erhielt nationale Bedeutung als Lektor, Autor, Lehrer und Leiter von Büchern und Seminaren über die Anwendungen der Werbe-Methoden in verschiedenen Resorts. Des Weiteren galten seine Interessen der Arbeitgeber – Arbeitnehmer Beziehung. Im Jahr 1911 hielt er einen Vortrag vor der American Bankers Association mit dem Titel: The Savings Idea and the People. Nach Lewis Meinung bilden Sparmaßnahmen ein nationales Merkmal. Sie sind eine ökonomische Notwendigkeit und zählen zu den menschlichen Grundregeln. Er plädierte für deren Erhaltung. Außerdem betätigte er sich als Autor. Zu seinen literarischen Werken zählte 1919 Getting the Most Out of Business. In diesem weit verbreiteten Buch erklärte Lewis seine Beobachtungen über die Anwendung der wissenschaftlichen Methode der Geschäftsverfahren. Dieses 485 Seiten umfassende Werk erschien in der Ronald Press Company.
Im Jahr 1951 wurde Lewis in die Advertising Hall of Fame eingetragen.

## Tätigkeiten
- Werbeleiter für National Cash Register Company und Burroughs Rechenmaschinen Company.
- Generaldirektor der Art Metal Construction Company
- Sonderverkäufer und Werbeberater vieler Korporationen und Handelsverbänden
- Vizepräsident der Campbell-Ewald Company (längste Tätigkeit)
- Lektor der Wharton Schule, Universität von Pennsylvania und an der New-York-Universität
- Leiter spezieller Verkaufs- und Werbe-Kursen
- Ehrenmitglied von Deltasigma-PU